# Siphanthera cordifolia
Siphanthera cordifolia là một loài thực vật có hoa trong họ Mua. Loài này được (Benth.) Gleason miêu tả khoa học đầu tiên năm 1929.